# 本華·曼德博
本華·曼德博（法語：Benoît B. Mandelbrot，1924年11月20日—2010年10月14日）又译伯努瓦·曼德勃罗、曼德布洛特，生於波蘭華沙，法国、美国数学家。幼年随全家移居法國巴黎，大半生均在美国度过，擁有法國和美國的雙重國籍。曼德博的研究范围广泛，从数学物理到金融数学，但他最大的成就则是创立了分形几何。他创造了“碎形”这个名词，并且描述了曼德博集合。他也致力于向大众介绍自己的理论，通过面向普通公众的著作和演讲，使他的研究成果广为人知。
本華·曼德博是他所用的中文名，在他的耶魯大學個人網頁首頁可以見到。

## 早年生活
1924年，曼德博生于波兰华沙的一个犹太人家庭。他们家有着浓厚的学术气氛，母亲是一位牙科医生，父亲则是一名服装商人，而曼德博的数学启蒙则是得益于他的数学家叔叔，居于巴黎的佐列姆·芒德勃罗伊（Szolem Mandelbrojt）。1936年，曼德博11岁时，因纳粹德国对犹太人的威胁日益加剧，随全家移居法国巴黎。曼德博就读于巴黎 Rolin 中学，第二次世界大战爆发后，全家再次逃往法国蒂勒。在那里，他受到了居于布里夫拉盖亚尔德的拉比 David Feuerwerker 的资助，得以继续他的学业。1944年，曼德博一家回到了巴黎。他在里昂的昂勒帕克中学学习了一段时间之后，于1945年考取了巴黎综合理工学院，于数学家加斯顿·儒利雅和保罗·皮埃尔·莱维门下学习。1947年曼德博来到加州理工学院，并于1949年获得航空学硕士学位。曼德博回到法国后，于1952年在巴黎大学获得数学科学博士学位。
1949年到1958年间，曼德博供职于法国国家科学研究中心，在这期间，受约翰·冯·诺伊曼邀请，在新泽西州普林斯顿的普林斯顿高等研究院访问了一年时间。1955年，他与阿雷特·卡甘结婚，并迁居到瑞士日内瓦，之后则于里尔大学工作。1958年，曼德博夫妇移居美国，进入了位于纽约州约克镇的 IBM 公司托马斯·J·沃森研究中心。他在 IBM 公司担任 IBM 研究员长达35年之久，并于之后成为了荣誉研究员。

## 学术生涯

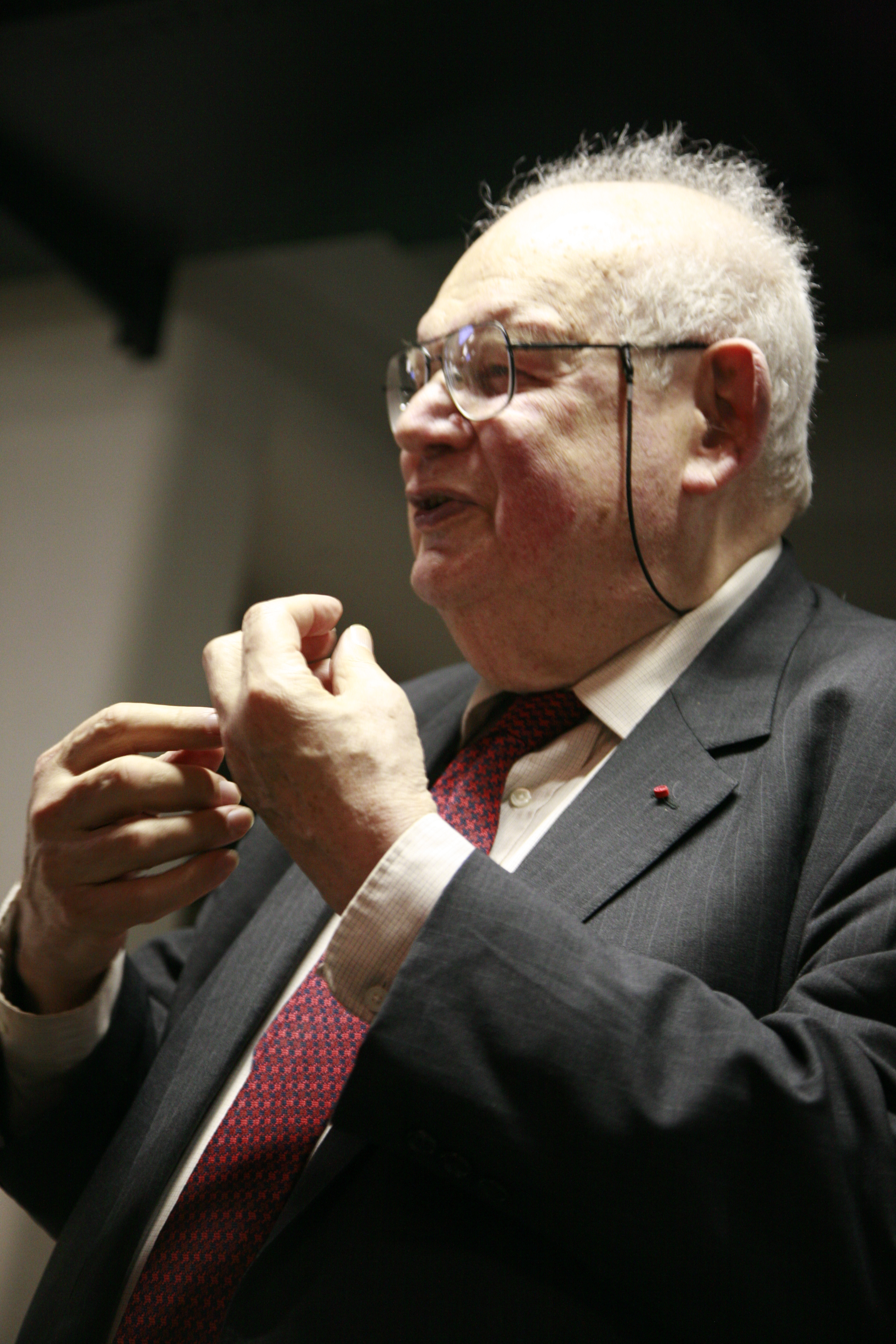
曼德博于2007年演讲时拍摄

1951年后，曼德博的研究范围不仅限于数学理论，更扩展到了信息理论、经济学、流体力学等应用领域。他坚信，重尾现象和自相似性结构作为两大关键词，能够解决这些领域中的很多问题。
曼德博发现，金融市场中的价格分布并不服从正态分布，而是服从理论上方差无穷大的稳定分布：例如，相对于{\displaystyle \alpha =2}（即为正态分布），棉花价格更接近{\displaystyle \alpha =1.7}的稳定分布。“稳定”分布的性质之一就是n个服从稳定分布的独立同分布的随机变量之和服从尺度参数更大的稳定分布。
曼德博对宇宙学领域亦有贡献。1974年，他从碎形学角度提出了奧伯斯佯谬（夜黑佯谬）的一种新的充分但不必要的解释。他认为，假定宇宙中恒星的分布是分形集（如康托尘埃），那么奥伯斯佯谬的解释就不必依赖大爆炸理论。他的模型没有把大爆炸理论完全排除在外，但即使大爆炸没有发生过，仍然可以解释夜黑现象。
1975年，曼德博提出了“碎形”一词用于描述这类结构，并在著作《碎形学：形态，概率和维度》（原书《Les objets fractals, forme, hasard et dimension》，1975年出版；英译本《Fractals: Form, Chance and Dimension》，1977年出版）阐述了他的观点，同时发展了捷克地理学家、人口学家、统计学家Jaromír Korčák在1938年发表的论文《两种类型的统计分布》（原文《Deux types fondamentaux de distribution statistique》，英译版《Two Basic Types of Statistical Distribution》）中的思想。

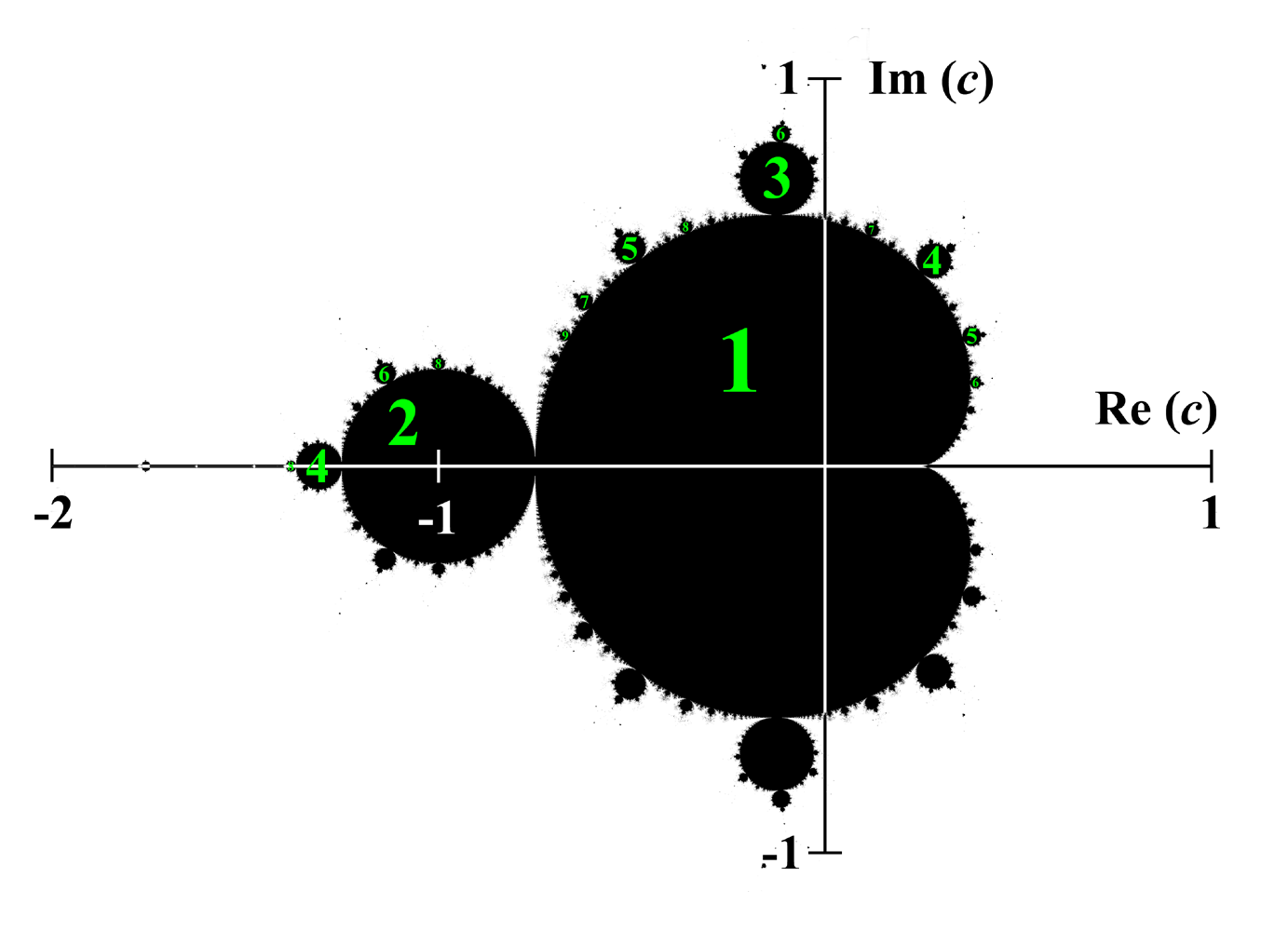
曼德博集合及其轨道周期性。

1979年，在哈佛大学作为访问学者的期间，曼德博开始研究碎形集之一——在复平面上一定变换下具有不变性的朱利亚集合。在加斯顿·朱利亚和皮埃尔·法图学术成果的基础上，曼德博利用公式{\displaystyle f_{c}(z)=z^{2}+c}反复迭代，在计算机上作出了朱利亚集合的图形。在研究朱利亚集合的拓扑结构是怎样依赖于复参数{\displaystyle \mu }的同时，他还提出了后来以他的名字命名的曼德博集合（曼德博集合今天常常由{\displaystyle z^{2}+c}定义，因此曼德博早期以{\displaystyle \mu }为参数所作的图像与后来以{\displaystyle c}为参数所得图像恰如镜面反射般左右对称）。
1982年，曼德博在《大自然的碎形几何学》一书中发展并更新了他的理论。此书影响巨大，不但使碎形几何学得以进入主流数学研究范畴，而且深受业余读者的欢迎，更使得之前视碎形学为“人工制造”的批评界哑口无言。

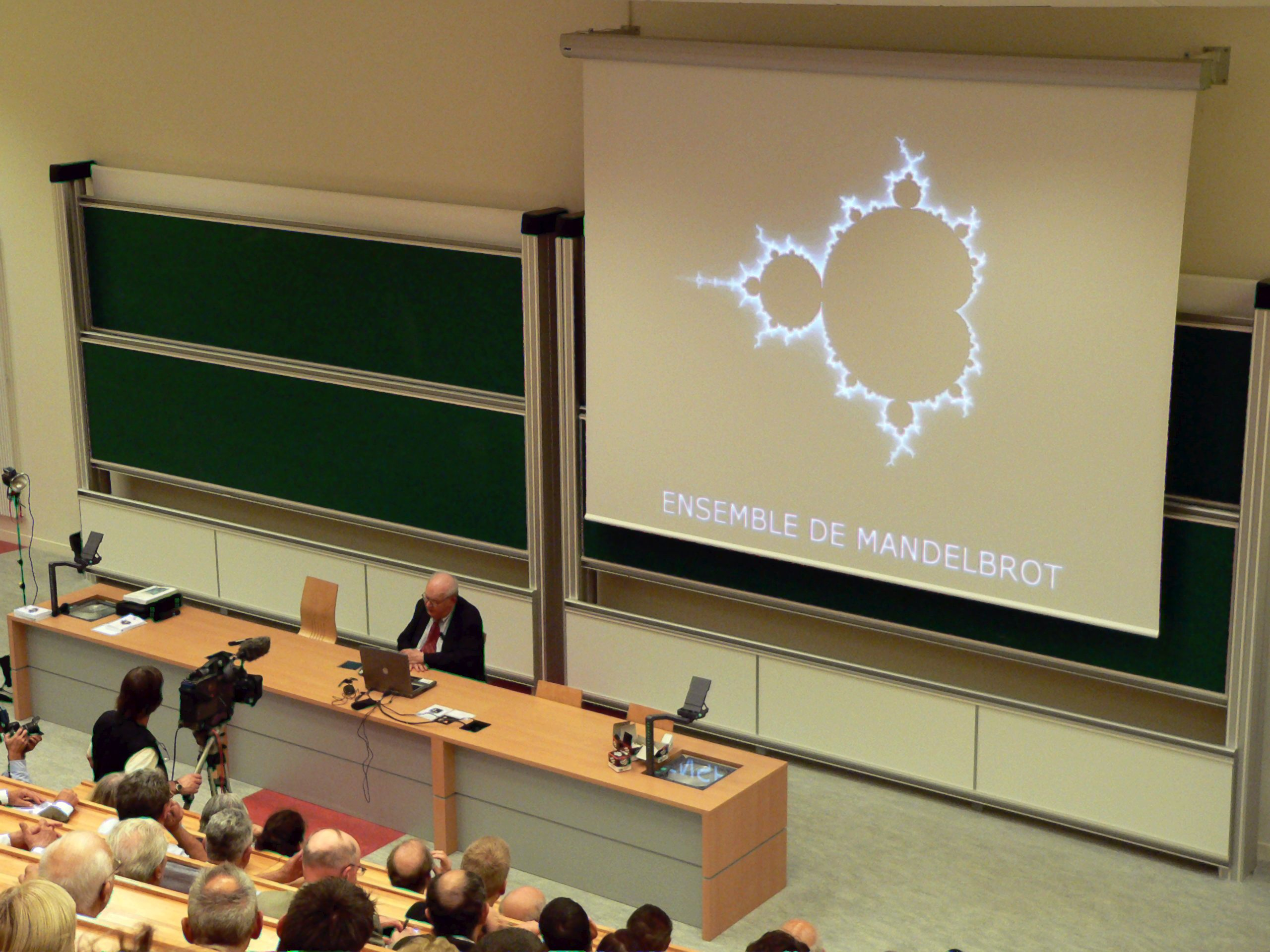
2006年曼德博在巴黎综合理工学院的演讲中讲解曼德博集合

1987年，曼德博离开了工作35年又12天的IBM——因为公司决定停止他所在部门的纯理论研究。随后他去了耶鲁大学，并于1999年获得了他的第一个终身教职，时年75岁。2005年退休时，曼德博已经是耶鲁大学的斯特林数学教授。

## 碎形学和规则粗糙性
虽然曼德博提出了碎形这个新名词，然而在他的《大自然的分形几何学》问世之前，就曾有其他数学家对其中引进的一些数学对象做过描述：它们被认为是稀有的、奇特的，与彼时存在的学术领域几乎没什么联系，且具有非自然、非本能的特性。曼德博前无古人地分析了这些现象的共同性质——比如自相似性（线性，非线性，抑或统计学意义上的），尺度不变性，以及（通常的）非整数豪斯多夫维数——将它们聚为同类并抽象为可用的基本工具，从而大大拓宽了科学理论对“不光滑”的真实世界的应用。

曼德博还强调了碎形思想可用于构造实际可行的模型，来模拟真实世界中的很多“粗糙的”现象。自然界中的分形集有山脉，海岸线，河流流域的形状；植物，血管和肺部的结构；星系团；还有布朗运动。碎形几何在人类艺术和娱乐中亦有出现，如音乐，艺术，建筑和股票市场的价格走势。曼德博相信，碎形几何不但不是非自然的，相反在很多方面都比人类创造出的欧氏几何中各种光滑的研究对象更加直观和自然：
云不是球体，山不是圆锥体，海岸线不是圆，树皮不是光滑的，闪电传播的路径也不是直线。
  —曼德博，《大自然的碎形几何学》绪论
曼德博曾被视为一个空想家和标新立异者。他不拘形式热情洋溢的文风以及对视觉和几何直观的看重（大量插图的使用）使得《大自然的碎形几何学》对于非专业读者也有相当可读性。这本书广泛激发了人们对碎形学的兴趣，同时对混沌理论以及科学和数学的其他领域也有贡献。

## 逝世
2010年10月14日，曼德博因胰腺癌在马萨诸塞州剑桥的临终病人安养所逝世，享年85岁。他离世之后，数学家海因茨·奥托·佩特根说：“如果要论对数学和科学应用的影响，曼德博实在是50年内最重要的人物之一。”克里斯·安德森称他为“改变人类对世界认识的里程碑式人物”。法国总统萨科齐称曼德博具有“从不被革新性的、惊世骇俗的猜想所吓退的强大而富有独创性的头脑”。萨科齐还说，“他的研究完全在主流领域之外发展，却形成了现代信息理论的雏形”。经济学人所发曼德博的讣告指出，他是一位“超越学术界的名人”，并将他誉为“碎形学之父”。

## 荣誉
以下是本华·曼德博获得的各种荣誉的一个不完全的清单：
| - 美国数学学会，爱因斯坦讲席教授 - 卡西米尔·冯克自然科学奖 - 富兰克林奖章 - 以色列哈维奖 - 本田奖 - 美国地球物理协会会员 - IBM院士 | - 日本国际奖 - 约翰·斯科特奖 - 法国荣誉军团勋章（Légion d'honneur） - 刘易斯·弗莱·理查德森奖章 - 内华达奖 - 沃尔夫物理奖 |

## 著作
- 《大自然的分形几何学》（The Fractal Geometry of Nature），1982年

## 外部連結
- 曼德博在耶鲁大学的个人主页
- 曼德博在TED大会的个人主页 （页面存档备份，存于）
- 曼德博在TED大会的演讲：分形和粗糙的艺术 （页面存档备份，存于）